# Миленко Аћимовић Аћим
Миленко Аћимовић Аћим (Мартинци, 1959) српски је сликар, конзерватор и соколар.

## Биографија
Рођен је 4. новeмбра 1959. године у Мартинцима, а одрастао у Руми. Дипломирао је 1979. године конзервацију и рестаурацију на Вишој педагошкој школи у Београду. Исте године уписао је сликарство на Факултету ликовних уметности Универзитета у Београду и дипломирао 1986. године у класи професора Живојина Туринског. Магистрирао је код истог професора 1991. године.
Био је асистент у студију професорке Лисе Васонг у Њујорку, 1985. године.
Члан је УЛУС-а од 1986. и слободан уметник. Живи и ради у Београду.

## Изложбе
Излагао је на близу сто групних изложби и 16 самосталних изложби у земљи и иностранству.
1989.
- Рума, Завичајни музеј

1990.
- Београд, Галерија ФЛУ
- Земун, галерија Стара капетанија
- Нови Сад, Мали ликовни салон

1992.
- Панчево, Мала галерија Центра за културу
- Београд, Културни центар, галерија Палета

1993.
- Крагујевац, Народни музеј, Мали ликовни салон

1995.
- Београд, Галерија Коларца

1997.
- Лесковац, Галерија културног центра

1999.
- Сремска Митровица, Галерија Лазар Возаревић
- Рума, Завичајни музеј

2002.
- Кикинда, Галерија Тера

2005.
- Врање, Галерија Народног музеја

2006.
- Земун, Галерија Стара капетанија

2009.
- Београд, Продајна галерија Београд[2]

2017.
- Београд, Национална галерија[3]

## Oбјављене књиге
- Приче у боји, анегдоте о сликарима – Евро 2002.[4]
- Јастреб на руци, уметност соколарења –Ауторско издање 2003.

## Награде и признања
- 1980. Награда за цртеж, Галерија Лазар Возаревић, Сремска Митровица
- 1987. Награда за сликарство Земунског салона
- 1991. Oткупна награда Земунског салона